# Mitch Winehouse
Mitchell dit Mitch Winehouse est un chanteur de jazz, écrivain et crooner britannique, né à Londres le 4 décembre 1950. Ancien chauffeur de taxi, il est surtout connu pour être le père de la chanteuse de soul et jazz Amy Winehouse.

## Biographie
Mitchell Winehouse est né à Stoke Newington à Londres en 1950. Son père travaille dans un salon de coiffure et meurt alors qu'il a 16 ans. Il grandit dans les rues bombardées de l'après-guerre de l'East End, qui sont son terrain de jeu.
Avec Janis Collins, ils sont les parents d'Alex (1979) et Amy Winehouse (1983-2011). 
Il se reconvertit alors en poseur de panneaux de fenêtre puis en chauffeur de taxi. C'est lui qui va d'ailleurs initier sa fille à la musique, en lui faisant découvrir des chanteurs comme Aretha Franklin, Tony Bennett ou Frank Sinatra,. 
Alors que sa fille a six ans, il se sépare de son épouse. En juin 1996, il se remarie à Jane Winehouse.
Au début des années 2000, sa fille, la chanteuse Amy Winehouse, connaît une carrière grandiose partagée entre frasques et scandales notamment à cause de ses addictions aux drogues, à l'alcool et à son mariage malheureux avec Blake Fielder-Civil.
Dans le but de reprendre la situation en main, Mitch décide de jouer les gardes du corps de sa fille, une position qui est largement critiquée à l'époque par les médias et le cercle d'admirateurs de la chanteuse. 
En 2010, il décide d'abandonner sa profession de chauffeur de taxi afin de se consacrer à son premier album Rush of Love dont il sélectionne les titres avec sa fille. Cette dernière meurt un an plus tard,.
Depuis la mort de sa fille, il a travaillé sur les films Amy (2015) d'Asif Kapadia, dont il conteste la version finale, le faisant apparaître comme un père indigne Who is the Soho Hobo? (2017) d'Antony Shearn et la série Pau!l (2011). Il prépare un biopic sur sa fille qui lui rendrait hommage, Back to Black réalisé par Sam Taylor-Johnson (2024).
L'année suivante, il publie Amy, My Daughter dont les profits de la vente sont versés en totalité à la Fondation Amy Winehouse.
Durant la période de confinement au Royaume-Uni due au coronavirus, il est bénévole auprès de la Jewish Care, une association caritative juive, pour laquelle il livre des repas aux nécessiteux.
Aujourd'hui, en plus de ses activités de crooner et chanteur rendant hommage aux icônes du jazz lors de ses performances (dont en Europe, aux États-Unis ou au Brésil, en novembre 2015),, il écrit et gère la société Amy Winehouse Fundation qui lutte contre les dérives de la drogue, la toxicomanie et le suicide auprès de jeunes vulnérables et défavorisés au Royaume-Uni, à Sainte-Lucie et en Jamaïque, et il s'occupe de l'héritage de la chanteuse avec son ex-épouse Janis,,.

## Discographie

### Comme chanteur
- 2010 : Rush of Love
- 2013 : But Beautiful
- 2018 : Smigmator - Gershwin - Winehouse
- 2021 : Swinging Cole Porter (featuring Thilo Wolf Big Band)

### Comme producteur
- 2021 : Amy Winehouse, The Collection

## Publications
- Amy, ma fille, traduction Perrine Chambon et Arnaud Baignot, J'ai Lu, Poche, 2013, p. 345  (ISBN 978-2-290-06849-6).